# Olympische Jugend-Sommerspiele 2010/Teilnehmer (Spanien)
| Gelbes Symbol für Goldmedaillen mit stilisierten Olympischen Ringen | Graues Symbol für Silbermedaillen mit stilisierten Olympischen Ringen | Braundes Symbol für Bronzemedaillen mit stilisierten Olympischen Ringen |
| ------------------------------------------------------------------- | --------------------------------------------------------------------- | ----------------------------------------------------------------------- |
| 1                                                                   | 4                                                                     | 6                                                                       |

Die Jugend-Olympiamannschaft aus Spanien für die I. Olympischen Jugend-Sommerspiele vom 14. bis 26. August 2010 in Singapur bestand aus 46 Athleten.

## Athleten nach Sportarten

### Badminton
Mädchen
- Carolina Marín
Einzel: Viertelfinale

### Basketball
Jungen
- Lluís Costa
- Javier Medori
- Mikel Motos
- Francesc Pascual
3 × 3: 8. Platz

### Bogenschießen
| Mädchen - Miriam Alarcón Einzel: 9. Platz Mixed: 4. Platz (mit Mohammed Milon Bangladesch) | Jungen - Carlos Rivas Einzel: 9. Platz Mixed: 9. Platz (mit Vanessa Loh Singapur) |

### Gewichtheben
Mädchen
- Atenery Hernández
Federgewicht: 6. Platz

### Judo
Jungen
- Pedro Rivadulla
Klasse bis 55 kg: Bronze 
Mixed: Gold  (im Team Essen)

### Kanu
| Mädchen - María Monleón Kajak-Einer Sprint: 4. Platz Kajak-Einer Slalom: 17. Platz | Jungen - Íñigo García Kajak-Einer Sprint: Bronze Kajak-Einer Slalom: 12. Platz |

### Leichtathletik
| Mädchen - Priscilla Shlegel Hochsprung: 12. Platz - Laura Izquierdo Stabhochsprung: 10. Platz - Ana Martín-Sacristán Weitsprung: 12. Platz - Ariadna Ramos Dreisprung: 6. Platz - Jennifer Nevado Hammerwurf: 13. Platz | Jungen - Enrique González 400 m Hürden: 5. Platz - David Morcillo 2000 m Hindernis: 11. Platz - Álvaro Martín 10 km Gehen: 9. Platz - Didac Salas Stabhochsprung: Gold - Alejandro Noguera Kugelstoßen: 11. Platz |

### Moderner Fünfkampf
| Mädchen - Nuría Chavarría Einzel: 14. Platz Mixed: 20. Platz (mit Jorge David Imeri Guatemala) | Jungen - Aleix Heredia Einzel: 5. Platz Mixed: 21. Platz (mit Dilyara Ilyasova Kasachstan) |

### Radsport
Mixed
- Bianca Martín
- Rubén Crespo
- Antonio Santos
- Álvaro Trueba
22. Platz

### Rudern
| Mädchen - Garazi Bilbao Einer: 10. Platz | Jungen - Asier Alonso - Ander Zabala Zweier: 12. Platz |

### Schwimmen
| Mädchen - Claudia Dasca 200 m Freistil: 10. Platz 400 m Freistil: 5. Platz - Teresa Gutiérrez 100 m Brust: 15. Platz 200 m Brust: 5. Platz 4 × 100 m Lagen Mixed: 10. Platz - Anna Martí 50 m Schmetterling: 10. Platz 100 m Schmetterling: 7. Platz 4 × 100 m Freistil Mixed: disqualifiziert (Vorlauf) - Judit Ignacio 100 m Schmetterling: Silber 200 m Schmetterling: Silber 4 × 100 m Freistil Mixed: disqualifiziert (Vorlauf) 4 × 100 m Lagen Mixed: 10. Platz | Jungen - Aitor Martínez 50 m Freistil: Bronze 100 m Freistil: 9. Platz 4 × 100 m Lagen Mixed: 10. Platz - Yeray Lebon 100 m Freistil: 18. Platz 200 m Freistil: 16. Platz 4 × 100 m Freistil Mixed: disqualifiziert (Vorlauf) - Adrián Mantas 200 m Freistil: DNS 400 m Freistil: DNS 4 × 100 m Lagen Mixed: 10. Platz - Eduardo Solaeche 200 m Brust: 12. Platz 200 m Lagen: 6. Platz 4 × 100 m Freistil Mixed: disqualifiziert (Vorlauf) |

### Segeln
| Mädchen - Lara Lagoa Windsurfen: 5. Platz | Jungen - Marti Llena Byte CII: 8. Platz |

### Taekwondo
Mädchen
- Nagore Irigoyen
Klasse bis 63 kg: Bronze

### Triathlon
| Mädchen - Anna Godoy Einzel: 11. Platz Mixed: 6. Platz (im Team Europa 3) | Jungen - Diego Paz Einzel: 20. Platz Mixed: 10. Platz (im Team Europa 5) |

### Turnen

#### Gymnastik
| Mädchen - María Vargas Einzelmehrkampf: 9. Platz Pferd: Silber | Jungen - Néstor Abad Einzelmehrkampf: 28. Platz Boden: 7. Platz Pferd: Bronze Reck: Silber Ringe: Bronze |

#### Rhythmische Sportgymnastik
Mädchen
- Eugenia Onopko
Einzel: 10. Platz